# Gara Doicești
Gara Doicești este o stație de cale ferată care deservește comuna Doicești, județul Dâmbovița, România.